# USS 배스 (SSK-2)
USS 배스 (SSK-2/SS-551)는 바라쿠다급 잠수함의 두 번째 함이다. 함명은 어류의 하나인 배스에서 따왔다. 배스는 메어 섬 해군 조선소에서 기공되었고, 존 J. 크레인 여사의 후원으로 1951년 5월 2일에 K-2라는 함명으로 진수되었다. 그리고 1951년 11월 16일, D. E. 번팅 소령의 지휘 아래 취역했다.
1952년 5월 23일, K-2는 진주만에 도착하여 제 72 잠수함 전단에 소속되었다. 새로운 부대에 소속되고, 배스의 수용량과 한계를 결정짓기 위한 평가 작업에 들어갔다. 1953년 1월, 배스는 진주만 해군 조선소에서 추가 장비 설치에 대한 제한을 받았다. 1953년 6월, 임무를 재개하고 이후 13 개월 동안 전술을 연구하고 다른 함대와 협동 작전을 수행했다.
1954년, K-2는 메어 섬으로 귀환하여 수리 후, 멕시코의 마사틀란으로 항해를 했다. 1955년 12월 15일, 함명이 K-2에서 배스로 바뀌었다. 배스는 1957년 6월까지 진주만 쪽에서 작전을 수행했다. 1957년 6월 26일에는 미국으로 돌아와 1957년 10월 1일 퇴역할 때까지 서해안을 따라 임무를 수행했다. 1959년 8월 15일, 배스의 함번은 SS-551로 바뀌었다. 1965년, 해군 함정 명부에서 제거되었다.